# Aphanus contractus
Espèce
Aphanus contractus est une espèce fossile d'insectes de l'ordre des Hémiptères, du sous-ordre des Hétéroptères (punaises) de la famille des Rhyparochromidae, de la sous-famille des Rhyparochrominae, de la tribu des Gonianotini, dans le genre Aphanus.

## Classification
L'espèce Aphanus contractus est décrite en 1937 par le paléontologue français Nicolas Théobald (1903-1981),. 

### Fossiles
Selon Paleobiology Database en 2023, cette espèce a trois collections de fossiles dont deux en France et une en Allemagne.
Cet holotype R 929, de l'ère Cénozoïque, et de l'époque Oligocène (33,9 à 23,03 Ma.) faisait partie de la collection Mieg du musée de Bâle en Suisse et vient du gisement de Kleinkembs (mine de sel).
Il a aussi des cotypes R 951, R 1004 et R 948 de la même collection Mieg du musée de Bâle.

### Étymologie
L'épithète spécifique contractus signifie en latin « contracté ».

## Description

### Caractères
La diagnose de Nicolas Théobald en 1937, : 

« Insecte au corps allongé, à reflet brun brillant, orné de tubercules fins et serrés sur tête, thorax et élytres. Corps fortement bombé. Tête triangulaire, yeux latéraux, arrondis ; antennes avec article basal court, dépassant à peine la tête ; pronutum légèrement contracté à l'avant ; côté antérieur échancré ; coins antérieurs arrondis ; côté arrière droit ; bords latéraux légèrement convexes ; on voit par transparence l'intersection des pattes I ; scutellum triangulaire à bords droits. Thorax légèrement contracté à l'arrière. Abdomen ovale ; bord postérieur du 3° segment réfléchi vers l'avant. Élytres jaune pâle ; corie ornée de tubercules noirs. ».

### Dimensions
La longueur totale du corps est de 6,5 mm.

### Affinités
Cette espèce présente les caractères du genre Aphanus et se place au voisinage de Aphanus lineosus DIST. de Ceylan.

## Biologie
« Le g. Aphanus vit dans les régions paléarctique, éthiopienne et orientale ».

## Galerie

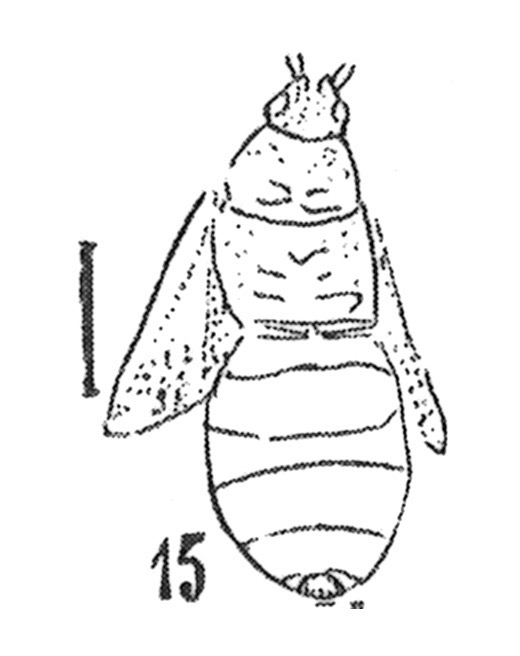
Aphanus contractus 1937 Nicolas Théobald cotype éch. R1004 p.256 pl.XIX Hémiptères du Sannoisien de Kleinkembs.
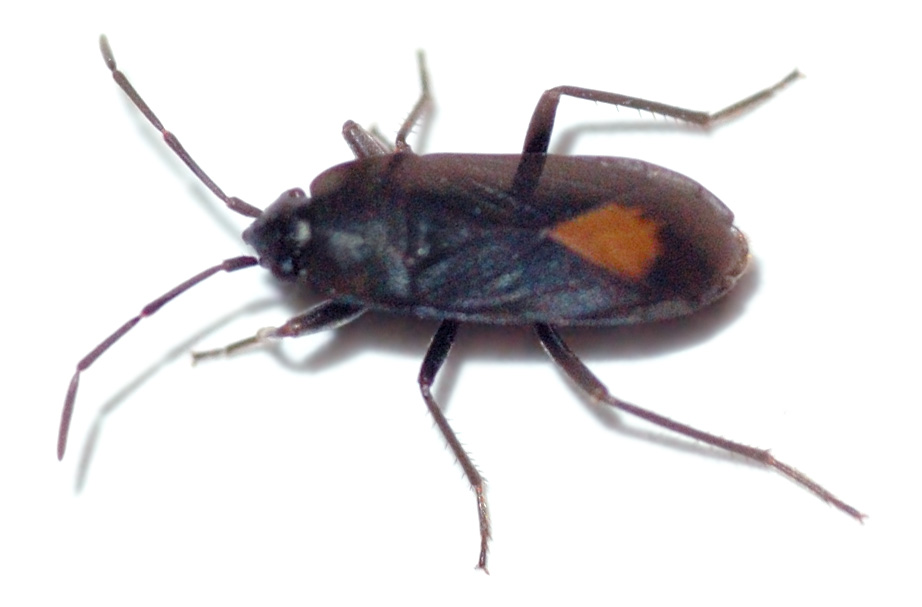
Aphanus rolandri espèce type sœur vivante.
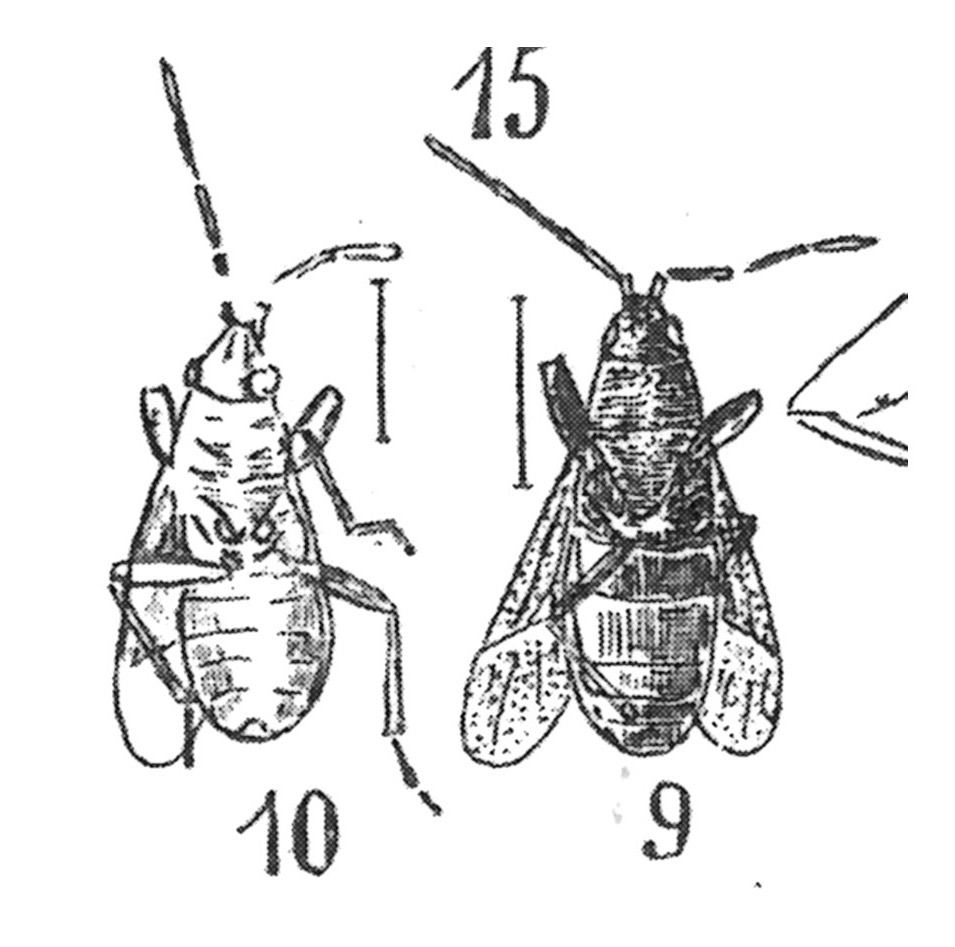
Aphanus dilatatus 1937 Nicolas Théobald Holotype Am132 et am136 p.365 pl. XXVII Hémiptères du Stampien d'Aix -en-Provence.jpg

### Publication originale
- [1937] Nicolas Théobald, « Les insectes fossiles des terrains oligocènes de France 473 p., 17 fig., 7 cartes,13 tables, 29 planches hors texte », Bulletin Mensuel de la Société des Sciences de Nancy et Mémoires de la Société des sciences de Nancy, Imprimerie G. Thomas,‎ 1937, p. 1-473 (ISSN 1155-1119 et 2263-6439, OCLC 786027547). .